# Surgeon Simulator 2013
Surgeon Simulator 2013 é um jogo eletrônico de simulação cirúrgica desenvolvido por Tom Jackson, Jack Good, Luke Williams e James Broadley da Bossa Studios. A primeira versão do jogo foi criada em um período de 48 horas para o Global Game Jam de 2013; Os desenvolvedores continuaram o projeto e passaram 48 dias criando uma versão comercial. A versão completa do jogo foi lançada via Steam no dia 19 de abril de 2013 e pela GOG.com em 10 de outubro de 2013. No dia 7 de março de 2014, o jogo também foi lançado para iPad.

## Jogabilidade
Surgeon Simulator 2013 é jogado na perspectiva em primeira pessoa. O movimento do mouse é utilizado para controlar o movimento da mão do jogador. Mantendo pressionado o botão direito do mouse e movendo-o, o jogador pode girar a mão. O botão esquerdo do mouse é usado para baixar a mão. Por padrão, as teclas A, W, E, R e barra de espaço são usadas para controlar dígitos individuais para agarrar itens. A jogabilidade consiste no jogador tentar realizar diversos procedimentos cirúrgicos como, por exemplo, um transplante cardíaco. Múltiplos modos extras ficam disponíveis após a conclusão das operações antecipadas, como realizar uma operação dentro de uma ambulância onde os instrumentos cirúrgicos saltam ao acaso, ou também uma operação no espaço sideral onde o ambiente de gravidade zero faz com que todos os instrumentos flutuem livremente.
Três expansões gratuitas e uma expansão de conteúdo pago foram adicionados no jogo após o lançamento. A primeira foi lançada no dia 21 de junho de 2013 e apresenta uma operação na qual o jogador realiza uma cirurgia no personagem Heavy de Team Fortress 2, com base no vídeo promocional "Meet the Medic" do próprio Team Fortress 2. A segunda foi lançada em 9 de setembro de 2013, intitulado "Code Name Trisha", e demonstra uma operação na qual a cirurgia é realizada em um alienígena. A terceira expansão foi lançado em 2 de junho de 2016, intitulado "Inside Donald Trump", e apresenta uma cirurgia no qual um transplante de coração é realizado no até então candidato a presidência dos Estados Unidos, Donald Trump. No dia 14 de agosto de 2014, uma edição de aniversário foi lançada na Steam. Tal edição adicionou os transplantes de olho e dentes da versão iOS juntamente com alguns outros recursos, como operar enquanto o jogador corre por corredores hospitalares.

## Enredo
O protagonista do jogo é um cirurgião chamado Nigel Burke, que trabalha em um hospital fictício em algum lugar do Reino Unido. Inicialmente, ele realiza várias operações em um paciente carinhosamente chamado de 'Bob' pelos desenvolvedores do jogo e mais tarde, opera Bob dentro de uma estação espacial orbitando a Terra. Depois, ele é contatado por uma raça alienígena por meio de uma fita VHS, e opera um dos alienígenas, ganhando o título de "Melhor Cirurgião no Universo".

## Desenvolvimento
A primeira versão de Surgeon Simulator 2013 foi criada para o Global Game Jam onde os desenvolvedores fizeram o jogo em menos de 48 horas. A equipe se inspirou no jogo Jurassic Park: Trespasser para o esquema de controles, que também aconteceu pois caso uma das equipes do evento utilizassem dez botões no teclado para o jogo, ganhariam pontos extras. Em primeira instância a equipe queria atribuir um dedo a cada botão, mas logo percebeu que isso era impraticável e, ao invés disso, limitaram o estilo de controle para uma mão apenas, sendo o outro controlado pelo mouse.
Os desenvolvedores inicialmente estavam inseguros de saber se o jogo era ou não "genuinamente" engraçado. Embora eles se encontrassem rindo enquanto o jogavam, não tinham certeza se era de fato pelo jogo em si ou a privação do sono que o trabalho havia lhes causado. Foi só quando apresentaram o protótipo ao público que perceberam o potencial cômico.

## Lançamento
Em janeiro de 2014, a Bossa Studios divulgou uma imagem com a previsão do lançamento do jogo para iPad ainda naquele ano. Em 7 de março, o Surgeon Simulator 2013 foi lançado apresentando o clássico transplante de coração e rim e mais dois novos transplantes: olho e dente. O aplicativo incluiu o novo recurso de corredor no qual o jogador deve salvar Bob enquanto passam carrinhos com pelo menos sete itens e não deve matá-lo. Houve a adição de uma característica, a frequência cardíaca, tornando-o mais desafiante para os jogadores e, quando a frequência chega em 0, o jogador deve carregar os desfibriladores para salvar Bob.
Uma versão do jogo para PlayStation 4 foi anunciada no dia 10 de junho de 2014.

## Recepção
A recepção do jogo variou entre mista e positiva, com críticas afirmando que, embora o jogo fosse difícil de controlar, essa dificuldade fazia "parte do apelo".  A Ars Technica comentou sobre a voz do narrador, dizendo que "desconsidera o ridículo que se desenrola quando ele cai e abre caminho através da cirurgia". A Rock, Paper, Shotgun elogiou o humor e a diversão do jogo dizendo que "Surgeon Simulator 2013 não é um jogo brilhante. Mas é uma brincadeira brilhante. Na forma de um jogo. É uma ideia de uma magnitude incrivelmente nova e acima dos 90% [dos jogos] que serão lançado este ano de tão absurdo". A Eurogamer avaliou o jogo em 7/10 e também elogiou seu humor.

A partir do dia 4 de fevereiro de 2015, Surgeon Simulator 2013 vendeu 2 milhões de cópias.